# 西班牙語灣

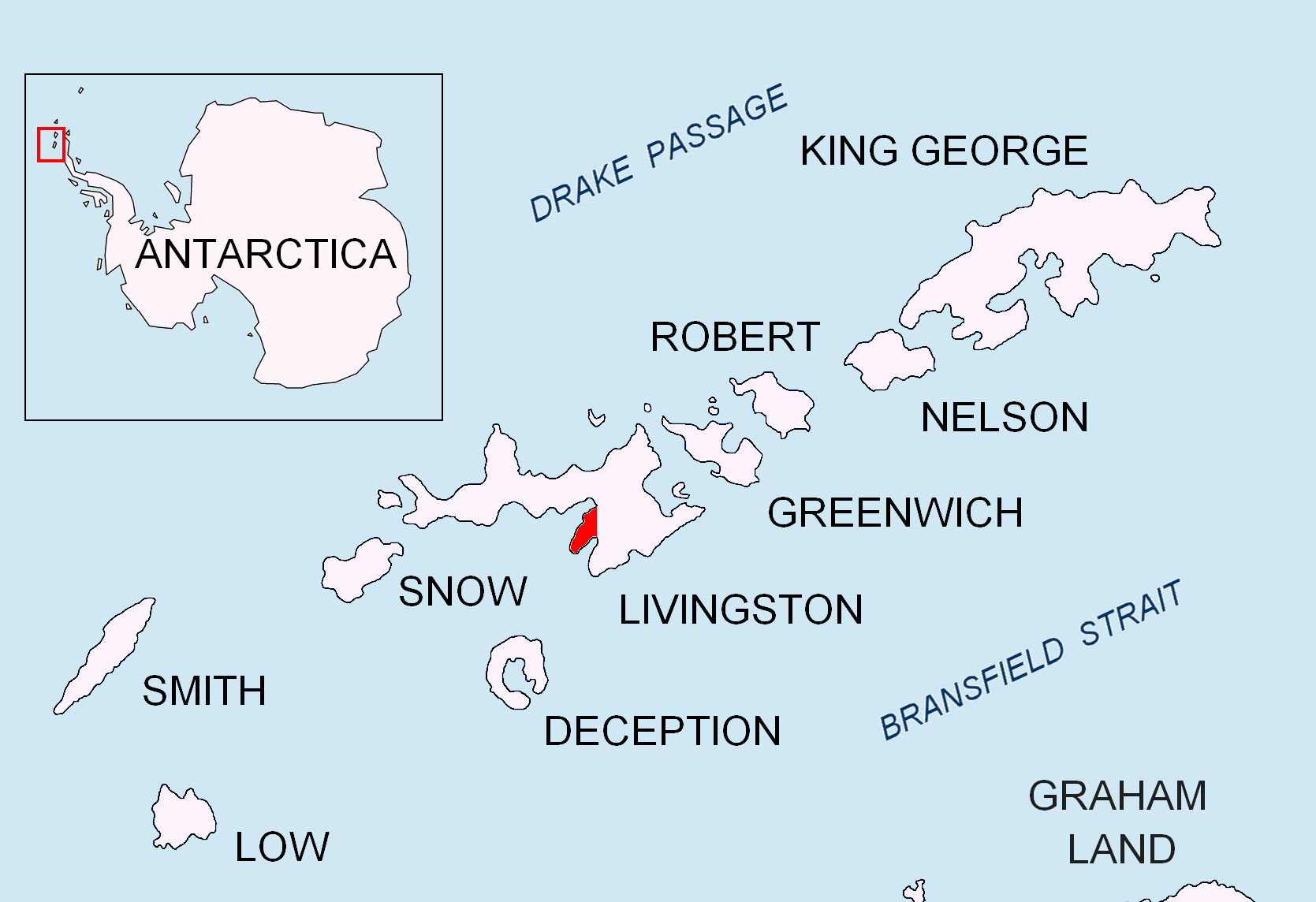

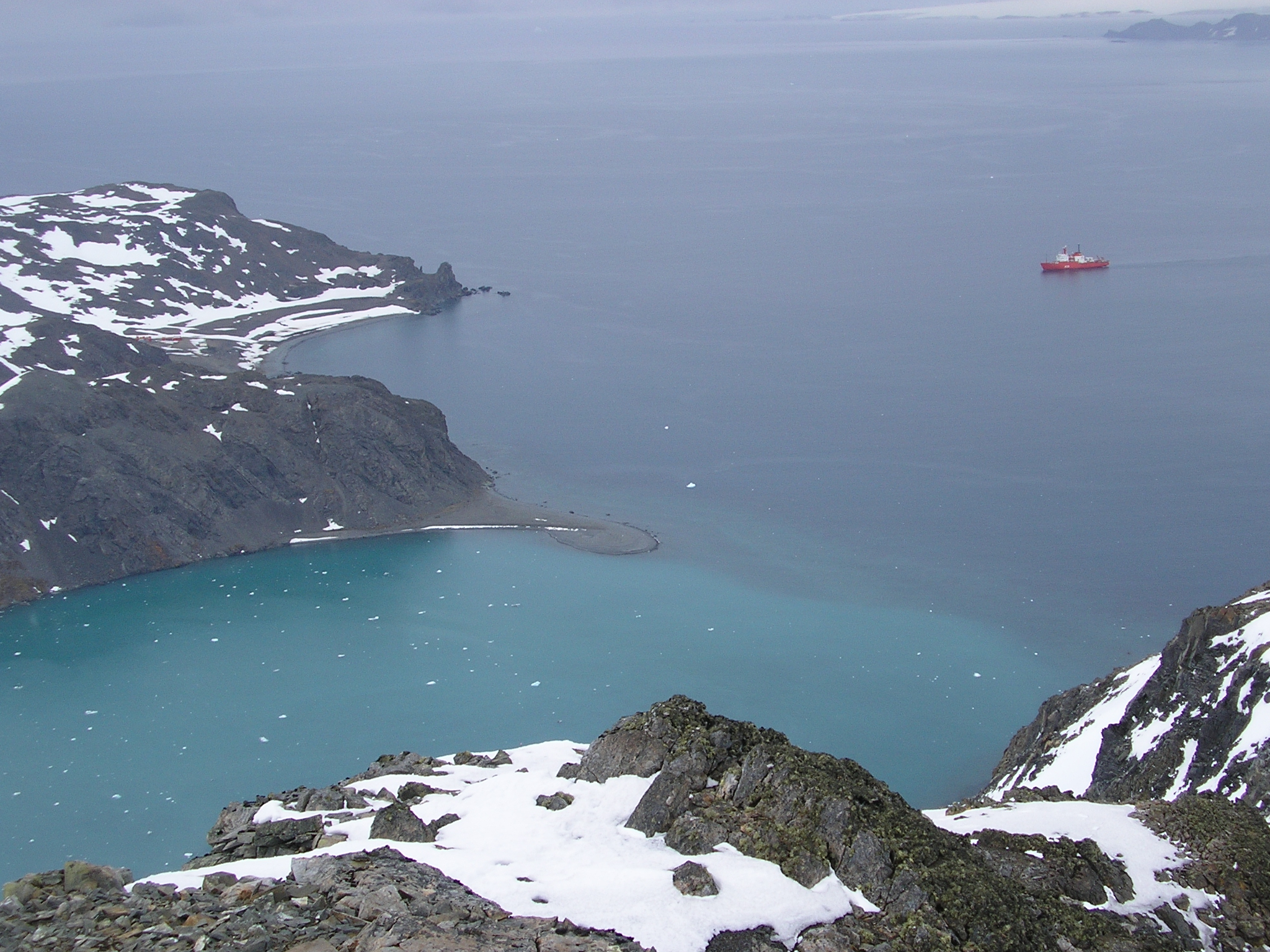

62°39′35.2″S 60°22′59.8″W / 62.659778°S 60.383278°W
西班牙語灣（西班牙語：Español Cove）是南極洲的海灣，位於南昔得蘭群島的利文斯頓島，長0.25公里、寬1.2公里，處於赫斯佩里得斯角西南面1.83公里和米耶斯崖東北面7.25公里。

## 外部連結
- SCAR Composite Antarctic Gazetteer（页面存档备份，存于）.